# Огородниково (Рязанская область)
Огородниково — село в Спасском районе Рязанской области, входит в состав Перкинского сельского поселения.

## География
Село расположено на берегу реки Истья в 10 км на северо-запад от центра поселения села Перкино и в 18 км на юго-запад от районного центра города Спасск-Рязанский, железнодорожная станция Перевлес на линии Рязань — Рузаевка. 

## История
Упоминается в приправочных книгах 1596-1598 годов, как с. Бордаково, принадлежащее новокрещеным татарам.
Бордаково, Дятьково тож, упоминается в писцовых книгах 1629-31 годов как «погост на государевой земле с церковью Преображения Господа нашего Иисуса Христа…». По окладным книгам 1676 года – село Дятьково с церковью Преображения Господня. Каменная в селе Бордакове Преображенская церковь с такою же колокольнею построена в 1771 году помещиком Иваном Осиповичем Сазоновым. 
В XIX — начале XX века село входило в состав Перкинской волости Спасского уезда Рязанской губернии. В 1906 году в деревне было 150 дворов.
С 1929 года село являлось центром Огородниковского сельсовета Спасского района Рязанского округа Московской области, с 1937 года — в составе Рязанской области, с 2005 года — в составе Перкинского сельского поселения.

## Население
| 1859 | 1897  | 1906  | 2010 |
| ---- | ----- | ----- | ---- |
| 912  | ↗1055 | ↗1095 | ↘670 |

Проживают бордаковские (крещеные касимовские) татары.

## Инфраструктура
В селе имеются Огородниковский филиал МБОУ "Перкинская СШ", отделение почтовой связи.